# Sao (satèl·lit)
Sao, també conegut com a Neptú XI (designació provisional S/2002 N 2), és un satèl·lit natural prògrad de Neptú. Va ser descobert el 14 d'agost del 2002 per Matthew J. Holman et al..

Satèl·lits irregulars de Neptú.

Sao orbita Neptú en una distància d'uns 22,4 milions de quilòmetres i té uns 44 quilòmetres de diàmetre (assumint una albedo de 0,04). Té una òrbita excepcionalment inclinada i moderadament excèntrica tal com s'il·lustra en el diagrama de l'esquerra: els satèl·lits sobre l'eix horitzontal són prògrads i els de sota retrògrads. Els segments grocs s'estenen des del pericentre a l'apocentre mostrant l'excentricitat.
Sao està en ressonància de Kozai, és a dir, la seva inclinació i excentricitat estan acoblades (la inclinació de l'òrbita decreix mentre l'excentricitat creix i viceversa).
Sao, com molts altres satèl·lits exteriors de Neptú, va ser anomenat —el 3 de febrer del 2007— en honor de Sao, una de les Nereides.